# 三ケ根駅

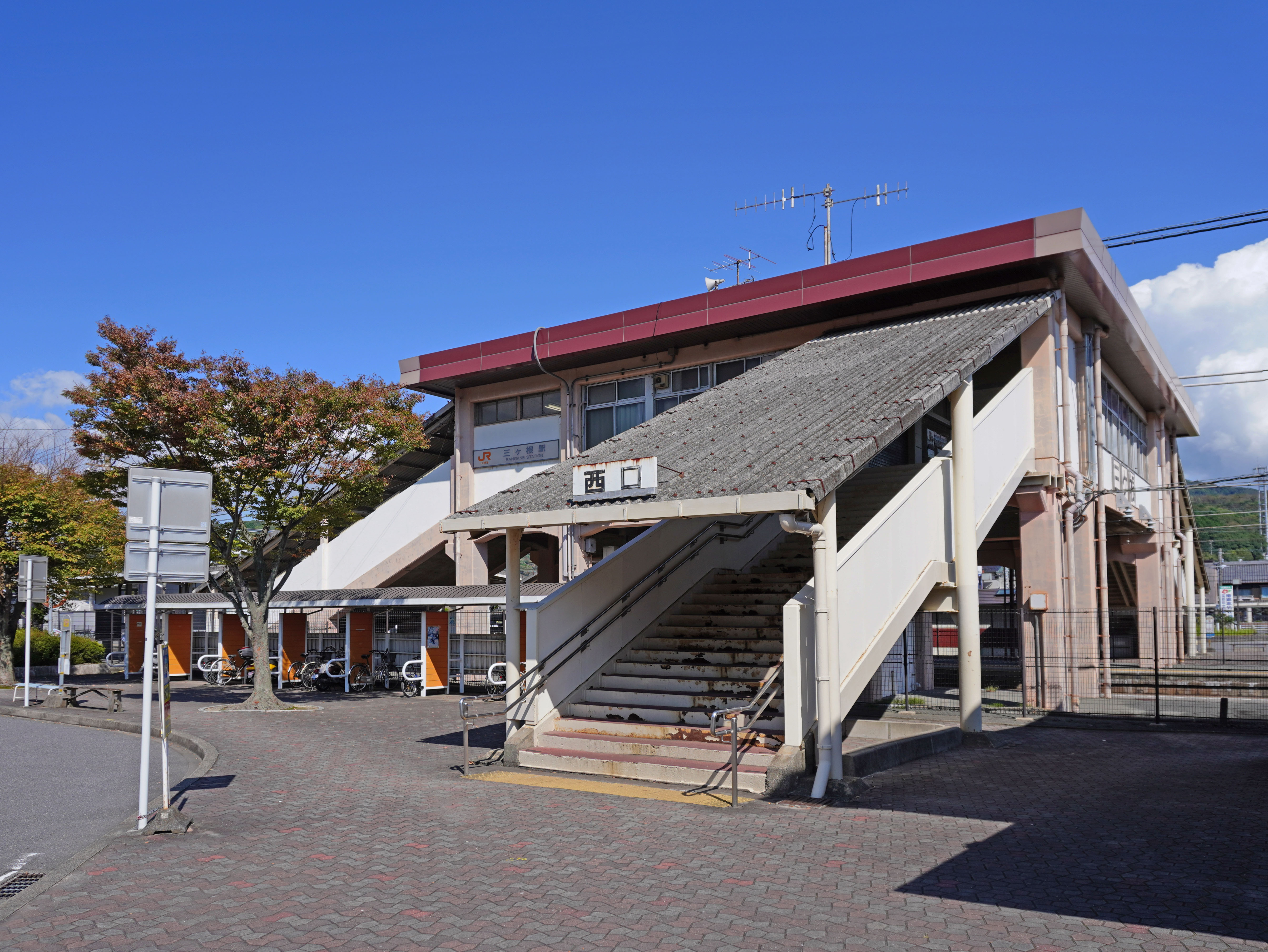
西口（2022年10月）

三ケ根駅（さんがねえき）は、愛知県額田郡幸田町大字深溝字大池田にある、東海旅客鉄道（JR東海）東海道本線の駅である。駅番号はCA49。
運行形態の詳細は「東海道線 (名古屋地区)」を参照。

## 概要
幸田町南部に位置し、1967年（昭和42年）に開業した。駅の所在地は幸田町深溝（ふこうず）である。難読地名のため、駅名決定時には所在地名ではなく三ヶ根山への玄関口として「三ケ根」が採用された。当駅前から三ヶ根山ロープウェイの山麓駅までの名鉄バスの路線が存在したこともあったが、三ヶ根山ロープウェイが1976年（昭和51年）に廃止され、バス路線も一時廃止されたため、三ヶ根山への玄関としての役割はほとんどない。幸田町のみならず、蒲郡市西部の形原町や西浦町などからも一定の利用がある。
停車列車は、普通列車および早朝・深夜のみに運転される岡崎以東の各駅に停車する区間快速である。日中は上下線とも毎時2本の停車本数となる。
なお、当駅以東で所在地が郡部となる駅は静岡県田方郡函南町の函南駅まで存在しない。

## 歴史
1900年、相見村（現在の幸田町中部）に新駅期成同盟会が発足し、東海道本線の新駅を誘致する運動が始まった。相見村の動きを受けて、深溝村でも期成同盟会が発足した。1906年に相見村・坂崎村・深溝村の3町が合併して広田村が発足。これを機に、駅設置場所を相見・深溝各村の中間に位置する芦谷信号所北350mとし、1908年に幸田駅が開業した。
1951年から地元による誘致が始まり、9月2日、国鉄総裁宛に陳情書が送られた。陳情書では、県立蒲郡公園（現在の三河湾国定公園）を抱える観光地に近いことや、名古屋鉄道バス岡崎西浦線しか交通手段がないことなどが訴えられた。地元では「深溝駅設置委員会」が設置され、1952年に175万円の寄付が集まった。また、1956年の東海道本線の電化にあわせて岡崎市や刈谷市でも誘致運動が起こり、三地区が一体となった「国鉄三駅設置期成同盟」が結成された。しかし、国鉄の「一駅なら設置可能」という声のもと誘致合戦となり、深溝でも形原町や西浦町、幡豆町などによる「国定公園三ヶ根駅新設期成同盟会」が発足した。しかし、進展は見られず、1959年に活動は停止となる。
翌1960年に東海道新幹線の町内の土地買収にあわせて再び陳情が始まる。1963年には、町役場職員や同盟会員が佐藤栄作首相と直接交渉する機会をつくり、政治的協力を得た。こうして、1966年4月19日に起工式を執り行い、1967年3月20日に三ケ根駅が開業した。請願駅だったため、事業費8437万3326円の総額を地元が負担し、うち1500万円は幸田町の里・市場・海谷地区が負担した。

### 年表
- 1966年（昭和41年）4月19日：起工式を敢行。
- 1967年（昭和42年）3月20日：国鉄東海道本線の蒲郡 - 幸田間に新設開業[3]。旅客営業のみ[3]。
- 1987年（昭和62年）4月1日：国鉄分割民営化により、東海旅客鉄道（JR東海）の駅となる[3]。
- 2006年（平成18年）11月25日：TOICA導入。
- 2017年（平成29年）
  - 9月30日：JR全線きっぷうりばの営業を終了[12]。
  - 10月1日：集中旅客サービスシステム（現・お客様サポートサービス）の使用開始に伴い終日無人化[12][4]。

## 駅構造
相対式ホーム2面2線を有する地上駅で、橋上駅舎を備える。
外部と駅舎の間、また駅舎とホームとの間は階段のみでエレベーター、エスカレーターは無い。
岡崎駅が管理する無人駅である。自動券売機1台（TOICA対応）および簡易型自動改札機（TOICA対応）がある。

### のりば
| 番線 | 路線          | 方向 | 行先             |
| ---- | ------------- | ---- | ---------------- |
| 1    | CA 東海道本線 | 下り | 岡崎・名古屋方面 |
| 2    | CA 東海道本線 | 上り | 豊橋・浜松方面   |

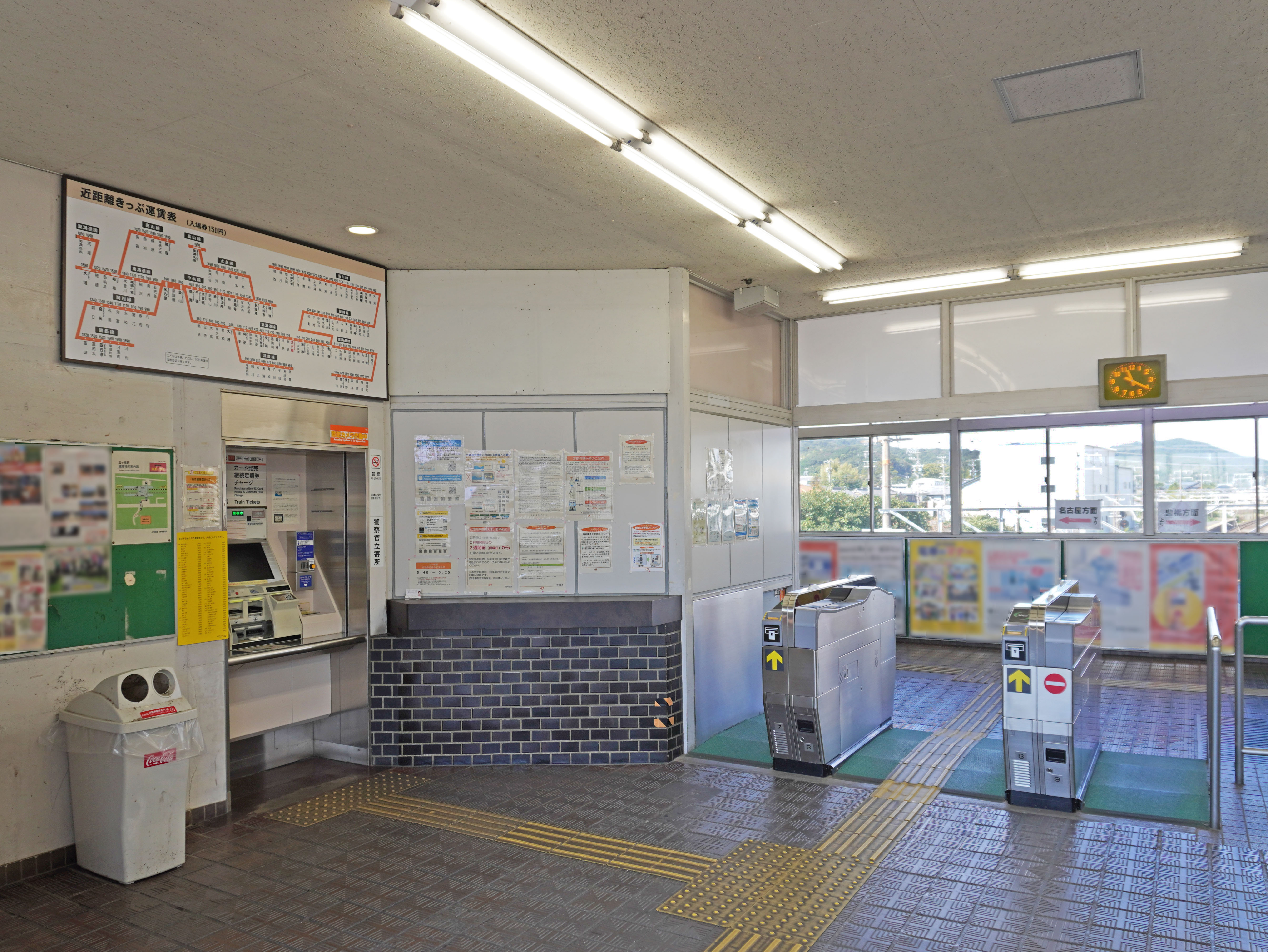
改札口（2022年10月）
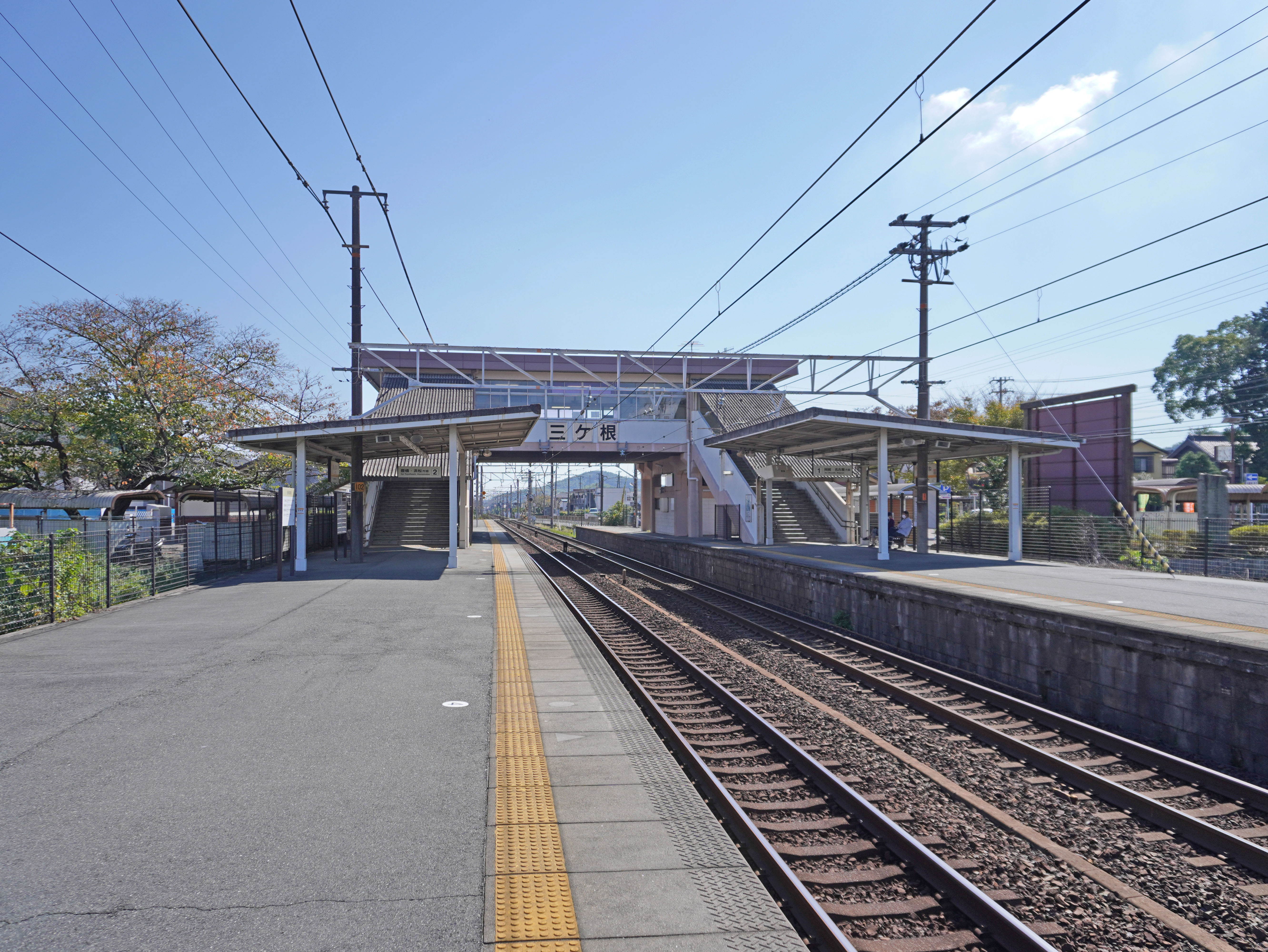
ホーム（2022年10月）
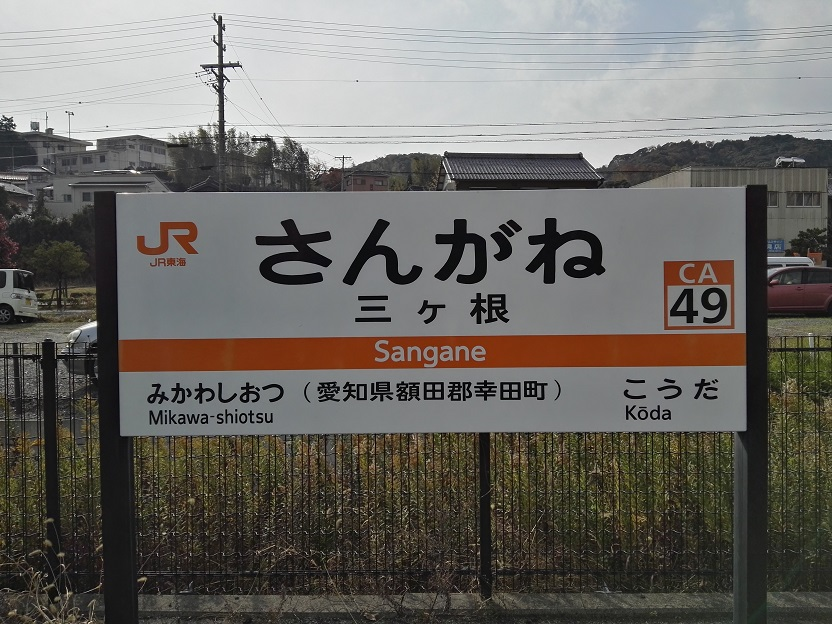
駅名標（2018年12月）

## 利用状況
「こうたの統計」によると、近年の1日平均乗車人員は以下の通りである。
| 年度               | 年間 乗車人員 | 定期外 乗車人員 | 定期 乗車人員 | 1日平均 乗車人員 |
| ------------------ | ------------- | --------------- | ------------- | ---------------- |
| 1989年（平成元年） | -             | -               | -             | 1,533            |
| 1990年（平成02年） | -             | -               | -             | 1,559            |
| 1991年（平成03年） | 572,955       | 180,146         | 392,809       | 1,565            |
| 1992年（平成04年） | 572,093       | 164,533         | 407,560       | 1,567            |
| 1993年（平成05年） | 580,037       | 166,250         | 413,787       | 1,589            |
| 1994年（平成06年） | 581,688       | 164,800         | 416,888       | 1,594            |
| 1995年（平成07年） | 565,277       | 161,156         | 404,121       | 1,544            |
| 1996年（平成08年） | 549,854       | 153,607         | 396,247       | 1,506            |
| 1997年（平成09年） | 513,667       | 142,247         | 371,420       | 1,407            |
| 1998年（平成10年） | 507,993       | 133,826         | 374,167       | 1,392            |
| 1999年（平成11年） | 502,997       | 124,173         | 378,824       | 1,374            |
| 2000年（平成12年） | 468,791       | 115,349         | 353,442       | 1,284            |
| 2001年（平成13年） | 443,993       | 105,693         | 338,300       | 1,216            |
| 2002年（平成14年） | 430,708       | 100,693         | 330,015       | 1,180            |
| 2003年（平成15年） | 420,234       | 95,460          | 324,774       | 1,148            |
| 2004年（平成16年） | 413,765       | 97,973          | 315,792       | 1,134            |
| 2005年（平成17年） | 416,273       | 100,643         | 315,630       | 1,140            |
| 2006年（平成18年） | 410,175       | 94,462          | 315,713       | 1,124            |
| 2007年（平成19年） | 418,176       | 97,626          | 320,550       | 1,143            |
| 2008年（平成20年） | 398,554       | 97,980          | 300,574       | 1,092            |
| 2009年（平成21年） | 370,179       | 82,576          | 287,603       | 1,014            |
| 2010年（平成22年） | 372,273       | 79,395          | 292,878       | 1,020            |
| 2011年（平成23年） | 370,636       | 79,884          | 290,752       | 1,013            |
| 2012年（平成24年） | 381,502       | 90,780          | 290,722       | 1,045            |
| 2013年（平成25年） | 377,390       | 93,558          | 283,832       | 1,034            |
| 2014年（平成26年） | 366,540       | 88,160          | 278,380       | 1,004            |
| 2015年（平成27年） | 367,009       | 90,421          | 276,678       | 1,003            |
| 2016年（平成28年） | 365,040       | 79,761          | 285,279       | 1,000            |
| 2017年（平成29年） | 352,146       | 78,048          | 274,098       | 965              |
| 2018年（平成30年） | 355,863       | 80,903          | 274,960       | 975              |
| 2019年（令和元年） | 370,677       | 77,274          | 293,403       | 1,013            |
| 2020年（令和02年） | 296,548       | 51,166          | 245,292       | 812              |
| 2021年（令和03年） | 299,586       | 54,738          | 244,848       | 821              |

## 駅周辺
東口の駅前には交通量の多い国道248号が走っており、地下道が設置されている。東口のロータリーには、岡崎警察署深溝駐在所があるほか、当駅設置の経緯を記した石碑がある。
西口には、愛知県道383号蒲郡碧南線が走っている。
名鉄蒲郡線が衰退した今日、西尾市東幡豆町や、蒲郡市西浦町などからこの駅まで自家用車で向かい、パークアンドライドを利用する人もいる。
- 東光寺遺跡 - 環濠などもあった集落の遺跡[13]。
- 幸田深溝郵便局
- 蒲郡信用金庫三ヶ根支店
- 幸田町立深溝小学校
- 幸田町郷土資料館 F-86戦闘機旭光、ヘリコプターH-13Hひばりなどの展示がある。
- 本光寺 深溝松平家の菩提寺。あじさいで有名。
- 深溝城跡
- スーパーセンタートライアル幸田店

## バス路線
幸田町の運行するコミュニティバス「えこたんバス」南ルートの停留所が西口と東口にある。
かつては、名鉄西浦駅から当駅を経由し、蒲郡市街地までを結ぶ名鉄東部観光バス（サンライズバス）の「市役所通線」が運行していたが、2008年3月31日に廃止となった。

## 隣の駅
東海旅客鉄道（JR東海）
CA 東海道本線
■特別快速・■新快速・■快速
通過
■区間快速・■普通  
三河塩津駅 (CA48) - 三ケ根駅 (CA49) - 幸田駅 (CA50)